# Francheville (Marna)
Francheville è un comune francese di 219 abitanti situato nel dipartimento della Marna nella regione del Grand Est.

## Società

### Evoluzione demografica
Abitanti censiti